# سكوت باترسون (لاعب كرلنغ)
سكوت باترسون هو لاعب كرلنغ كندي، ولد في 1969، وتوفي في 25 يناير 2004 بسبب حادث مرور.